# Shelby Corcoran
Shelby Corcoran est un personnage de fiction de la série télévisée américaine Glee, interprétée  par Idina Menzel et doublée en français par Nathalie Karsenti. Elle est apparue dans le même épisode que Jesse St James (le quatorzième) de Glee. Shelby a été développée par les créateurs de Glee, Ryan Murphy, Brad Falchuk et Ian Brennan. Les fans avaient fait pression sur Idina et afin d'apparaître comme la mère biologique de Rachel Berry, en raison de leur ressemblance physique. Elle est le coach des Vocal Adrenaline dans la première saison, et des Troubletones dans la troisième saison.

## Saison 1
Shelby Corcoran est l'entraîneur des Vocal Adrenaline (le Glee Club rival des New Directions) pendant la saison un. Elle est décrite par Murphy comme « une sorte de Faye Dunaway ». Elle flirte avec Will Schuester peu de temps après l'avoir rencontré, mais elle se refuse à coucher avec lui après qu'il lui a appris que son divorce n'est pas encore prononcé et qu'il vient de rompre avec sa nouvelle petite amie, Emma Pillsbury. Il est révélé que Shelby est, en fait, la mère biologique de Rachel Berry. Elle avait signé un contrat qui a déclaré qu'elle ne pouvait pas chercher sa fille jusqu'à ce qu'elle avait dix-huit ans, mais Rachel, d'elle-même décide de rencontrer sa mère. Dans le dernier épisode, Shelby adopte Beth, l'enfant non-désiré de Quinn Fabray et Noah Puckerman. Elle renonce à s'occuper de Vocal Adrenaline avant le début de la prochaine année scolaire.

## Saison 3
Shelby revient dans le deuxième épisode de la saison 3, (I am Unicorn), après avoir été recrutée par le père de Sugar Motta pour diriger un second Glee Club à McKinley, les New Directions l'ayant refusé au sein du club car elle ne sait pas chanter. Les unes après les autres, Mercedes Jones, Brittany Pierce et Santana Lopez quittent les New Directions et rejoignent son club.
Shelby propose d'inclure Quinn Fabray et Noah Puckerman (Puck) dans la vie de Beth, mais tout ne se passe pas comme prévu.
Quinn tente de reprendre son enfant biologique, en faisant passer Shelby pour une mauvaise mère auprès des services sociaux, ce qui n'est pas du goût de Puck. Celui-ci se rapproche de plus en plus de Shelby, il lui avouera d'ailleurs les plans de Quinn. Ils ont une aventure, mais à cause du manque d'assomption de Shelby, l'histoire tourne court. Shelby ne trouve plus sa place au sein du lycée et décide de démissionner après les sélections communales, qui ont d'ailleurs été remportées par les New Directions.

## Saison 4
On la revoit à New York quand elle rend visite à Rachel qui prépare son audition pour Funny Girl. Elle lui dit qu'elle habite désormais à New York et qu'elle a ouvert une garderie à Broadway et désire passer du temps avec elle. C'est elle qui conseille Rachel de choisir une chanson originale pour son audition.